# Albatros D.X
Albatros D.X là một mẫu thử máy bay tiêm kích hai tầng cánh của Đức, phát triển vào năm 1918 song song với loại D.IX.

## Tính năng kỹ chiến thuật (D.X)
Dữ liệu lấy từ German Aircraft of the First World War
Đặc tính tổng quan
- Kíp lái: 1
- Chiều dài: 6,18 m (20 ft 3 in)
- Sải cánh: 9,84 m (32 ft 3 in)
- Chiều cao: 2,75 m (9 ft 0 in)
- Trọng lượng rỗng: 666 kg (1.468 lb)
- Trọng lượng có tải: 905 kg (1.995 lb)
- Động cơ: 1 × Benz Bz.IIIbo , 145 kW (195 hp)

Hiệu suất bay
- Vận tốc cực đại: 170 km/h (106 mph; 92 kn)
- Vận tốc lên cao: 3,79 m/s (746 ft/min)
- Thời gian lên độ cao: 5,000 m (16 ft) trong 22 phút

Vũ khí trang bị

- Súng: 2x súng máy LMG 08/15 7,92 mm (0,312 in)